# Chris Horton
Chris Horton (Decatur, Georgia, 29 de junio de 1994) es un baloncestista estadounidense que actualmente pertenece a la plantilla del Trapani Shark de la Lega Basket Serie A italiana. Con 2,03 metros de estatura, juega en la posición de ala-pívot. 

## Trayectoria deportiva

### Universidad
Jugó cuatro temporadas con los Governors de la Universidad Estatal Austin Peay, en las que promedió 13,5 puntos, 9,9 rebotes y 2,5 tapones por partido. En su primera temporada fue elegido novato del año de la Ohio Valley Conference, mientras que en la última fue incluido en el mejor quinteto de la conferencia.

### Profesional
Tras no ser elegido en el Draft de la NBA de 2016, jugó las Ligas de Verano de la NBA con los Miami Heat, promediando 2,4 puntos y 1,4 rebotes en los cinco partidos que disputó. Fue elegido en la quinta posición del Draft de la NBA Development League por los Grand Rapids Drive, donde jugó una temporada en la que promedió 6,2 puntos y 5,5 rebotes por partido.
En agosto de 2017 firmó contrato por un año con el Alba Fehérvár de la liga húngara, donde jugó una temporada en la que promedió 9,1 puntos y 6,7 rebotes por partido.
En julio de 2018 firmó contrato con el Kymis B.C. de la A1 Ethniki, la primera división griega.
Durante la temporada 2019-20 forma parte de las filas del Cholet Basket de la Pro A francesa.
En la temporada 2020-21 firma por el BCM Gravelines de la Pro A francesa, en el que jugaría durante la primera vuelta de la competición, ya que el 30 de diciembre de 2020 saldría del conjunto francés tras promediar 10 puntos y 7,8 rebotes por partido.
El 4 de enero de 2021, regresa al Cholet Basket de la Pro A francesa.
El 22 de julio de 2021, firma por el Nanterre 92 de la Pro A francesa.
El 28 de julio de 2022 fichó por el Hapoel Tel Aviv B.C. de la Ligat ha'Al israelí.
El 29 de noviembre de 2022, firma por el Lokomotiv Kuban de la VTB League.
El 27 de septiembre de 2023 fichó por el Trapani Shark de la Serie A2 italiana, con el que consiguió el ascenso a la Serie A.